# Gao Shun
En aquest nom xinès, el cognom és Gao.
Gao Shun (mort el 198 EC) va ser un general militar servint sota el senyor de la guerra Lü Bu durant el període de la tardana Dinastia Han Oriental de la història xinesa. Tot i que només tenia 700 homes sota el seu comandament, va ser anomenat com "prenedor de camp (o trencador de formació)" per les seves càrregues destructives, i va arribar a ser conegut com el comandant més capaç de Lü. Els seus assoliments més destacats inclouen la conquesta de Xiaopei i la posterior victòria sobre una força de reforçament dirigida per Xiahou Dun, un general prominent sota Cao Cao. In the same year, however, Cao personalment encapçalà un setge sobre la base de Lü Bu a Xiapi, i va derrotar i capturar-hi a Lü. Gao Shun llavors va ser executat juntament amb el seu senyor.

## Biografia
D'acord amb el Registre dels Herois (英雄記) de Wang Can, Gao Shun era un simple i sever home que no bevia o acceptava regals indeguts. El seu batalló, format per més de 700 homes, estava ben equipat i disciplinat. El batalló va ser conegut per les sebes freqüents victòries.